# Мадера (муниципалитет)
Маде́ра (исп. Madera) — муниципалитет в Мексике, штат Чиуауа с административным центром в одноимённом городе. Численность населения, по данным переписи 2010 года, составила 29 611 человек.

## Общие сведения
Название Madera с испанского языка можно перевести как древесина, и дано в знак того, что территория покрыта лесами.
Площадь муниципалитета равна 8737 км², что составляет 3,53 % от общей площади штата, а наивысшая точка — 2543 метра, расположена в поселении Эль-Сейс.
Он граничит с другими муниципалитетами штата Чиуауа: на севере Касас-Грандесом, на востоке с Игнасио-Сарагосой и Гомес-Фариасом, на юге с Темосачиком, а на западе с другим штатом Мексики — Сонорой.
В муниципалитете находится археологический памятник Куарента-Касас.

## Учреждение и состав
Муниципалитет был образован 11 июля 1911 года, в его состав входит 220 населённых пунктов, самые крупные из которых:
| Код INEGI | Населённый пункт                                                                        | Численность населения (2005 год) | Численность населения (2010 год) |
| --------- | --------------------------------------------------------------------------------------- | -------------------------------- | -------------------------------- |
| 040       | Всего                                                                                   | 32031                            | 29611                            |
| 0001      | Мадера (исп. Madera) 29°11′24″ с. ш. 108°08′29″ з. д.                                   | 15267                            | 15447                            |
| 0113      | Эль-Ларго (исп. El Largo) 29°41′16″ с. ш. 108°16′21″ з. д.                              | 4021                             | 3522                             |
| 0026      | Николас-Браво (исп. Nicolás Bravo) 29°21′07″ с. ш. 107°55′52″ з. д.                     | 2680                             | 1862                             |
| 0044      | Лас-Варас (исп. Las Varas (Estación Babícora)) 29°28′51″ с. ш. 108°01′32″ з. д.         | 1429                             | 1417                             |
| 0518      | Меса-дель-Уракан (исп. Mesa del Huracán (Chihuahuita)) 29°40′08″ с. ш. 108°15′16″ з. д. | 1355                             | 1102                             |
| 0030      | Ла-Нортенья (исп. La Norteña) 29°38′49″ с. ш. 108°27′09″ з. д.                          | 975                              | 822                              |
| 0031      | Нуэва-Мадера (исп. Nueva Madera) 29°15′18″ с. ш. 108°05′19″ з. д.                       | 450                              | 460                              |

## Экономика
По статистическим данным 2000 года, работоспособное население занято по секторам экономики в следующих пропорциях: сельское хозяйство, скотоводство и рыбная ловля — 31,2 %, промышленность и строительство — 24 %, сфера обслуживания и туризма — 41,6 %, прочее — 3,2 %.

## Инфраструктура
По статистическим данным 2010 года, инфраструктура развита следующим образом:
- электрификация: 95,9 %;
- водоснабжение: 96 %;
- водоотведение: 68,1 %.

## Фотографии

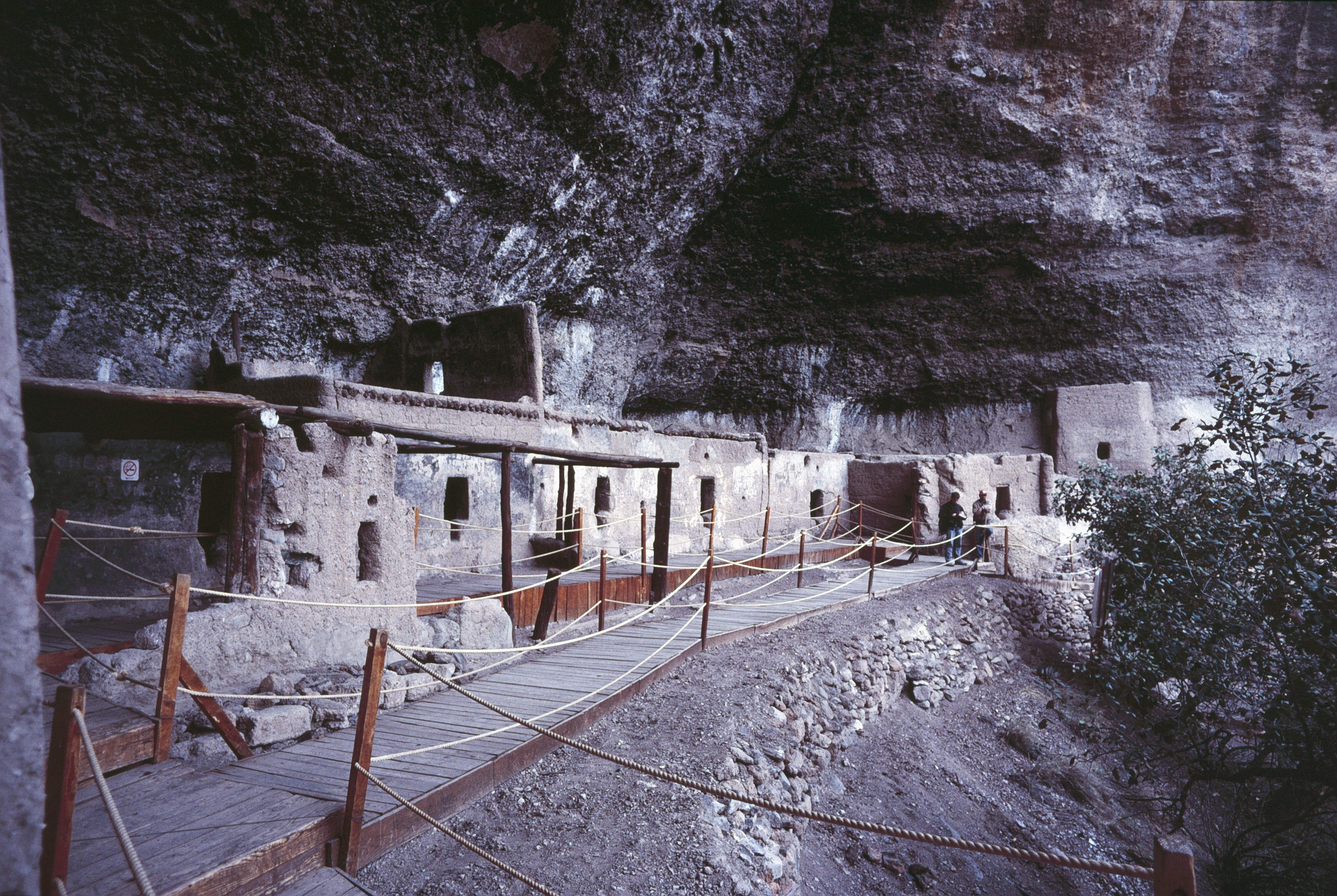
Археологический памятник Куарента-Касас